# Lettere triestine
Le Lettere triestine sono una serie di cinque articoli pubblicati sulla rivista La Voce dallo scrittore triestino Scipio Slataper dall'11 febbraio al 22 aprile 1909, che con un linguaggio spesso ironico analizzano la situazione culturale della Trieste dell'epoca mettendo l'accento sulle mancanze della città. Questi articoli daranno poi il via ad una serie di inchieste sulla cultura delle città italiane condotta dagli autori della Voce. La pubblicazione di questi articoli suscitò grande scalpore ed indignazione a Trieste, dove la classe dirigente respinse con sdegno le accuse. 

## Trieste non ha tradizioni di coltura
Il primo articolo intitolato Trieste non ha tradizioni di coltura fu pubblicato l'11 febbraio. In questo primo articolo si analizza il passato culturale della città. Slataper sostiene che Trieste, nata da tradizione mercantile e di commercio, non si è mai curata seriamente della propria cultura italiana.

## Mezzi di coltura
Il secondo articolo, intitolato Mezzi di coltura, fu pubblicato il 25 febbraio. In questo articolo si passano in rassegna alcune delle istituzioni culturali (teatri, biblioteche, musei) di Trieste, rilevando, vicino a qualche nota positiva, vistose carenze.

## Altre istituzioni di coltura
Nel terzo articolo (intitolato Altre istituzioni di coltura), pubblicato l'11 marzo, Slataper continua l'analisi cominciata con quello precedente e individua nello scarso interesse della classe dirigente triestina per la cultura italiana, sbandierata solo a parole, la causa del degrado in cui versano le istituzioni di coltura.

## La vita dello spirito
Il quarto articolo, forse il più importante della serie e sicuramente quello che destò più scalpore, fu pubblicato il 25 marzo col titolo La vita dello spirito. Slataper analizza con lucidità la situazione economica triestina, e riporta in parte le argomentazioni che saranno poi alla base delle riflessioni di Angelo Vivante nella sua opera Irredentismo adriatico, uscita nel 1912.
La tesi sostenuta è che Trieste deve rendersi conto che la sua fortuna commerciale è legata all'impero asburgico e che passare politicamente all'Italia sarebbe un suicidio economico. Tuttavia restando slegata dal Regno d'Italia, è inevitabile che la cultura italiana a Trieste si imbastardisca. Questo è il dramma di Trieste. Queste sono le sue due anime e non è possibile sopprimere nessuna delle due, pena la morte della città.

## I giornali
Il quinto articolo intitolato I giornali (pubblicato il 22 aprile). In quest'ultimo pezzo Slataper passa in rassegna i giornali pubblicati a Trieste e ne evidenzia le mancanze. Il suo obbiettivo è dimostrare che con questi giornali non è possibile fare una buona politica culturale italiana.